# Francisco Villanueva
Francisco Felipe Villanueva (* 10. Oktober 1867 in Molo, Iloilo City; † 25. August 1923 in Manila) war ein philippinischer Politiker, der sowohl Mitglied der Philippinischen Versammlung als auch des Senats war.

## Biografie
Villanueva war im März 1898 Führer einer Gruppe von prominenten Personen der Region Visayas wie Ramon Avanceña sowie Jose Tionko und gründete mit diesen in Molo das Comite Conspirador. Mit diesem engagierte er sich in der Folgezeit in der philippinischen Revolution an der Seite von Emilio Aguinaldo und war maßgeblich an den revolutionären Bestrebungen auf der Insel Panay beteiligt. Er war Delegierter der Visayas in dem von Aguinaldo geleiteten Malolos Congress und leitete in der Folgezeit das Comite Central Revolucionario de Visayas. Er absolvierte ein Studium der Rechtswissenschaft und war nach seiner anwaltlichen Zulassung am 2. Februar 1902 als Rechtsanwalt tätig.
Bei den Wahlen vom 2. November 1909 wurde Villanueva als Nachfolger von Amando Avanceña zum Mitglied der Philippinischen Versammlung gewählt und vertrat in dieser bis 1916 den ersten Wahlbezirk Iloilo. Bei den Wahlen vom 3. Oktober 1916 wurde er Mitglied des Senats und vertrat dort bis zu seinem Tod den damaligen siebten Senatswahlbezirk, der die Provinzen Iloilo, Capiz und Romblon umfasste. Während dieser Zeit war er zugleich zwischen 1916 und 1919 auch erster Majority Floor Leader und somit Führer der Mehrheitsfraktion im Senat.